# Peter Stuler
Peter Stuler (auch Stüler oder Stieler; geb. nach 1566 und vor 1571 in Frankfurt (Oder); Sterbeort und -datum unbekannt) war ein lutherischer Geistlicher, der im Zusammenhang mit dem Berliner Tumult bekannt wurde.

## Leben
Vom Leben Stulers ist wenig bekannt. Ein gleichnamiger Pfarrer war ab 1580 Pfarrer in Bischdorf und vermutlich derjenige, der 1593 als Bischdorfer Geistlicher ein Gedicht publizierte. Er könnte Stulers Onkel gewesen sein, dessen Vater, der Schweriner Superintendent Franz Stuler, Pfarrer in Frankfurt an der Oder war. Stuler wurde am 29. April 1607 ordiniert und Kanonikus in Berlin. 1611 wechselte er als Diaconus an die Petrikirche in Cölln an der Spree. Zusammen mit seiner Frau bewohnte er dort ein Haus, auf dem das Schankrecht lag.

## Berliner Tumult
Im Berliner Tumult spielte Stuler die entscheidende Rolle auf lutherischer Seite, indem er am Palmsonntag 1615 engagiert gegen die reformierte Beseitigung von Inventar im Berliner Dom, die nach seiner Wahrnehmung unzulässige Bilderstürmerei darstellte, und ihre Rechtfertigung durch den reformierten Hofprediger Martin Füssel predigte. Dabei griff er auch den Kurfürsten an. Aus Angst vor den Konsequenzen seiner Predigt flüchtete Stuler am folgenden Montag, was zu einem Aufruhr von Bürgern führte, die ihn verteidigen wollten. Nachdem er am folgenden Tag zunächst noch einmal zurückgekehrt war, verließ Stuler die Stadt endgültig und wandte sich nach Kursachsen. Dort wurde er Pfarrer in Stolzenhain an der Röder.

## Werke
- Querela de Contemptu Verbi Divini et Ministrorum [...], Bautzen 1611.
- Christliche Leichpredigt Bey dem Begräbnis der [...] Ursulae Jungens, Berlin 1612